# 中部マテリアルズ
株式会社中部マテリアルズ（ちゅうぶまてりあるず、英: Chubu-Materials KK ）は、株式会社MIEコーポレーションの子会社であり、突合せ溶接式管継手、ねじ込み式管継手、管フランジ、高圧管継手、パイプ、サニタリー製品及びバルブ等配管材料全般の販売を行う事業会社である。

## 概要
株式会社中部マテリアルズは、日本たばこ産業株式会社系列の株式会社ヨンゴーから機材事業部門の譲渡を受けて三重ホーロー株式会社（現：株式会社MIEテクノ）の資本により設立された。株式会社ヨンゴーの機材事業部門は、1961年から三重ホーロー社製ステンレス鋼製管継手の総販売元であった（当時の社名は四五産業株式会社）。

## 主力製品・事業
株式会社MIEテクノの製品をはじめとして、国内各社の突合せ溶接式管継手、ねじ込み式管継手、管フランジ、高圧管継手、パイプ、サニタリー製品及びバルブを取り扱っている。

## 主要事業所
- 本社 - 愛知県名古屋市中川区山王3丁目11-15
- 東京支店 - 東京都中央区八丁堀3丁目22-11 八丁堀千島ビル5階
- 大阪支店 - 兵庫県西宮市鳴尾浜1丁目6-22

## 沿革
- 1949年 - 中京イースト株式会社として、鈴木氏（初代東海銀行頭取の親族）の手により資本金50万円で設立。東洋醸造株式会社の４５イーストの総代理店となる。
- 1957年 - 社名を四五産業株式会社と改称。
- 1961年 - 三重ホーロー株式会社（現：MIEテクノ）との技術提携により同社のステンレス製管継手の総販売元となり、食品部とは別に機材部を創設。
- 1971年 - 東洋醸造株式会社の系列会社となる。
- 1978年 - 社名を株式会社ヨンゴーと改称。
- 1992年 - 旭化成株式会社と東洋醸造株式会社との合併により旭化成株式会社の系列会社となる。
- 1999年 - 日本たばこ産業株式会社の系列会社となる。
- 2000年 - 日本たばこ産業株式会社と三重ホーロー株式会社との間に、株式会社ヨンゴー・機材事業部門の譲渡が成立し、三重ホーロー株式会社の資本による新会社株式会社中部マテリアルズの設立にいたる。株式会社中部マテリアルズは株式会社三重ホーロー株式会社の連結子会社として営業開始。
- 2008年 - 持株会社MIEコーポレーション設立(名証二部上場)に伴い、同社の連結子会社となる。
- 2010年 - 株式会社MIEテクノ大阪支店と株式会社中部マテリアルズ大阪支店がMIEテクノ西宮工場跡地に移転。株式会社中部マテリアルズ大阪支店は西日本支社として営業。

## 主要関係会社
- 親会社
  - 株式会社MIEコーポレーション

## 所属団体
- 愛知県管工機材商業協同組合